# Eurockéennes

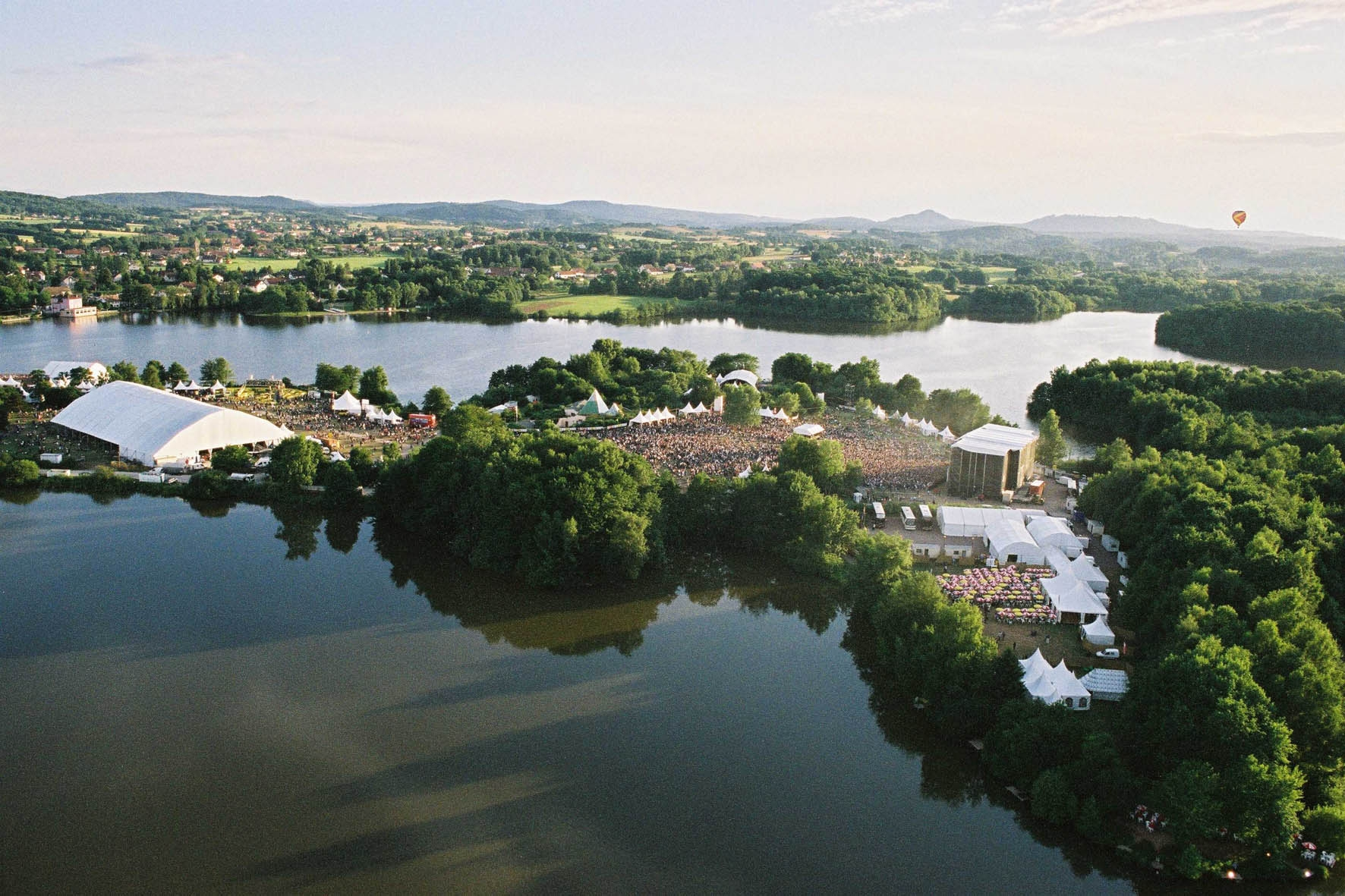
Das Festivalgelände aus der Vogelperspektive

Les Eurockéennes de Belfort ist eines der größten Rockmusikfestivals in Frankreich. Es findet jährlich Anfang Juli an drei Tagen statt, beim 25. Jubiläum im Jahr 2013 dauerte es ausnahmsweise vier Tage. Das Festival findet auf einer Halbinsel am Lac du Malsaucy, einem See auf dem Gebiet der Gemeinde Sermamagny nordwestlich von Belfort in Ostfrankreich, nahe der Grenze zur Schweiz und zu Deutschland, statt.
Das Festival entstand 1989 auf Initiative des Conseil général du Territoire de Belfort. Ursprünglich war ein Gelände am nahegelegenen Elsässer Belchen (Ballon d’Alsace) geplant, weshalb das Event zuerst unter der Bezeichnung Le Ballon – Territoire de Musique lief. Da sich die Halbinsel am See als besser geeignet herausstellte, wurde es schon im Folgejahr dorthin verlegt und umbenannt.
Das Gelände ist in verschiedene Teilzonen gegliedert, so dass mehrere Bands zeitparallel auf unterschiedlich großen Bühnen auftreten. Wenige Kilometer entfernt gibt es einen Campingplatz mit rund 15.000 Plätzen, von dem aus Shuttlebusse zum Festivalgelände eingesetzt werden.
Kamen im ersten Jahr noch rund 10.000 Besucher, waren es 1993 bereits 70.000. In den Jahren 2006 und 2008 reisten jeweils rund 100.000 Teilnehmer an, 2013 nach Veranstalterangaben 127.000.